# Сільмаш (Коломия)
«Сільмаш» (Коломия) — українська футбольна і хокейна команда з міста Коломиї Івано-Франківської області. З 1947 по 1955 роки виступала в чемпіонаті Станіславської області, чемпіонаті УРСР з хокею з шайбою. Із 1947 по 1994 роки виступала у чемпіонаті Івано-Франківської області. Наприкінці 1994 року команда через фінансові проблеми, пов'язані з негараздами у коломийського однойменного заводу, що був основним спонсором клубу, припинила існування.
Домашні поєдинки команда проводила на стадіоні «Сільмаш» (нині недіючий).
Прототипом команди була «Іскра» (працівники зв'язку), яку організував одразу ж після війни начальник коломийської пошти пан Барський. Цей колектив здобув перемогу в обласній спартакіаді 1945 року. Переможці повним складом виїхали до Києва, де брали участь у республіканських змаганнях і посіли 1 місце у третій групі.
Колишні назви:«Іскра» (1947 рік), «Більшовик» (1948—1950 роки), «Іскра» (1951—1954 роки), «Буревісник» (1955—1957 роки), «Авангард» (1958—1961 роки), «Сільмаш» (1962—1964 роки), «Карпати» (1965—1970 роки). Із 1971 року команда знову називається «Сільмаш».

## Виступи у чемпіонаті області за часів незалежності
| Сезон        | Ліга              | Місце              | І  | В  | Н | П  | МЗ | МП | О  |
| ------------ | ----------------- | ------------------ | -- | -- | - | -- | -- | -- | -- |
| 1991         | Чемпіонат області | 8                  | 28 | 11 | 3 | 14 | 33 | 44 | 25 |
| 1992 (весна) | Чемпіонат області | 11                 |    |    |   |    |    |    |    |
| 1992/93      | Чемпіонат області | 11                 | 28 | 9  | 5 | 14 |    |    | 23 |
| 1993/94      | Чемпіонат області | 6                  | 30 | 15 | 7 | 8  | 66 | 36 | 37 |
| 1994/95      | Чемпіонат області | Знявся з розіграшу |    |    |   |    |    |    |    |

## Найбільші досягнення
Успішно виступали коломияни також в республіканських змаганнях серед колективів фізкультури. В 1958—1959 роках тут грав «Авангард». 1969 році «Карпати» виграли зональні змагання. Нижче четвертого місця жодного одного разу не опускався в турнірній таблиці «Сільмаш» (1976, 1978, 1984, 1986 pp.).
«Сільмаш» є чемпіоном Івано-Франківської області сезону 1945, 1954, 1956, 1968 років, володарем Кубка області сезонів 1966, 1970 та 1985 років.

## Відомі футболісти
Петро Слободян (виступав за команди «Авангард» (Тернопіль), «Будівельник» (Тернопіль), «Дніпро» (Дніпропетровськ), «Динамо» (Київ), «Локомотив» (Москва)), Михайло Турянський, Петро Хащевський, Михайло Паламарчук, Юрій Ілюк, Ігор Мельничук (СКА-Карпати (Львів), «Прикарпаття» (Івано-Франківськ), «Верес» (Рівне)), Роман Григорчук («Нива» (Бережани), «Темп» (Шепетівка), «Прикарпаття» (Івано-Франківськ), «Петрохемія» (Плоцьк), «Кривбас» (Кривий Ріг), «Сатурн» (Раменське), «Дінабург» (Даугавпілс)), Ігор Стахів («Прикарпаття» (Івано-Франківськ), Сергій Турянський («Автомобіліст» (Тирасполь), «Ністру» (Кишинів), СКА-Карпати (Львів), «Прикарпаття» (Івано-Франківськ), «Таврія» (Сімферополь), «Бистриця» (Надвірна), «Нива» (Вінниця), «Спартакус» (Ньїредьхаза), «Нива» (Тернопіль)), Василь Блясецький («Електрон» (Івано-Франківськ), «Покуття» (Коломия)).